# El Cerro
El Cerro település Spanyolországban, Salamanca tartományban. El Cerro Lagunilla, Montemayor del Río, Peñacaballera, Baños de Montemayor és Aldeanueva del Camino községekkel határos. Lakosainak száma 365 fő (2024).

## Népesség
A település népessége az elmúlt években az alábbi módon változott:
| Lakosok száma | 546  | 527  | 513  | 500  | 460  | 452  | 430  | 407  | 380  | 365  |
|               | 2001 | 2004 | 2007 | 2009 | 2012 | 2014 | 2017 | 2019 | 2022 | 2024 |